# 波吉列別齊
50°53′4″N 31°55′22″E / 50.88444°N 31.92278°E
波吉列別齊（烏克蘭語：Погребець），是烏克蘭北部的村莊，隸屬切爾尼希夫州的尼任區。該村始建於1926年，面積0.47平方公里，海拔高度127米，2001年人口253，人口密度每平方公里544.1人。